# Meinheim
Meinheim település Németországban, azon belül Bajorországban. Lakosainak száma 857 fő (2023. december 31.). Meinheim Dittenheim, Heidenheim, Alesheim és Markt Berolzheim községekkel határos.

## Népesség
A település népessége az elmúlt években az alábbi módon változott:
| Lakosok száma | 708  | 923  | 659  | 788  | 854  | 829  | 859  | 873  | 846  | 857  |
|               | 1875 | 1950 | 1975 | 1987 | 2012 | 2014 | 2016 | 2017 | 2021 | 2023 |